# Andrés Reyes y Buitrón
Andrés Reyes y Buitrón (Chancay, 30 décembre 1780 – Lima, 24 juillet 1856) est un militaire et homme d'État péruvien.

## Biographie
Il est président du Sénat et du Congrès du Pérou de 1829 à 1831, puis président du Pérou en 1831.

### Sources
- (es) Cet article est partiellement ou en totalité issu de l’article de Wikipédia en espagnol intitulé « Andrés Reyes y Buitrón » (voir la liste des auteurs).